# Zehneria tenuispica
Zehneria tenuispica är en gurkväxtart som beskrevs av W.J.de Wilde och Duyfjes. Zehneria tenuispica ingår i släktet Zehneria och familjen gurkväxter. Inga underarter finns listade i Catalogue of Life.